# Lindelofia longipedicellata
Lindelofia longipedicellata är en strävbladig växtart som beskrevs av Harald Harold Udo von Riedl. Lindelofia longipedicellata ingår i släktet Lindelofia och familjen strävbladiga växter. Inga underarter finns listade i Catalogue of Life.